# Erinaceus concolor
Espèce
Statut de conservation UICN

 LC  : Préoccupation mineure
Répartition géographique
Le Hérisson d’Europe orientale (Erinaceus concolor) est un petit mammifère omnivore, un hérisson de la famille des Erinaceidae, très proche du Hérisson européen dont il se distingue par une tache blanche sur la poitrine. 

## Dénominations
- Nom scientifique valide : Erinaceus concolor Martin, 1838
- Noms vulgaires (vulgarisation scientifique) recommandés ou typiques en français : Hérisson d'Europe orientale[1],[2]
- Autres noms vulgaires ou noms vernaculaires (langage courant) pouvant désigner éventuellement d'autres espèces : Hérisson oriental[2], Hérisson de l'Europe de l'Est[2].

En anglais, Erinaceus concolor est nommé Southern White-breasted Hedgehog (hérisson à poitrine blanche du Sud), pour le distinguer de Erinaceus roumanicus, Northern White-breasted Hedgehog  (hérisson à poitrine blanche du Nord).
Il ne faut par confondre ces espèces d'Eurasie avec le Hérisson à ventre blanc (Atelerix albiventris), un hérisson africain.

## Description de l'espèce
Ce hérisson a un style de vie et une apparence très semblable à celui du Hérisson européen (Erinaceus europaeus), mais E. concolor a une tache blanche sur la poitrine. Pendant longtemps, ces deux espèces ont été considérées comme une seule. Les deux espèces peuvent d'ailleurs s'hybrider. Contrairement à son homologue européen, le hérisson à poitrine blanche du Sud ne creuse jamais ses tanières. Il préfère construire des nids d'herbe dans des endroits isolés[réf. nécessaire].
Erinaceus roumanicus, parfois appelé hérisson à poitrine blanche du Nord, pour le distinguer du hérisson à poitrine blanche du Sud, était autrefois considéré comme une sous-espèce de ce dernier, mais de nouvelles études les considèrent toutes deux comme des espèces distinctes.

## Classification
Cette espèce a été décrite pour la première fois en 1838 par le naturaliste britannique William Charles Linnaeus Martin (1798 -1864). 

### Liste des sous-espèces
Selon BioLib (19 avril 2019), Catalogue of Life (19 avril 2019) et Mammal Species of the World (version 3, 2005)  (19 avril 2019) :
- sous-espèce Erinaceus concolor concolor Martin, 1838
- sous-espèce Erinaceus concolor rhodius Festa, 1914
- sous-espèce Erinaceus concolor transcaucasicus Satunin, 1905

## Distribution
Son aire de répartition mondiale s'étend de l'Asie Mineure à Israël, à la Syrie, au Liban, au Nord de l'Irak et au Nord-Ouest de l'Iran ; et le Sud du Caucase. Dans la région méditerranéenne, Erinaceus concolor est présent en Grèce, en Turquie anatolienne, en Israël, en Syrie et au Liban.

### Présence certaine
- Arménie
- Azerbaïdjan
- Biélorussie
- Géorgie
- Iran
- Israël
- Liban
- Fédération Russe
- République arabe syrienne
- Turquie
- Ukraine

## Habitat et écologie
L'habitat préféré de l'espèce est les zones urbaines, suburbaines et agricoles à la végétation naturelle. Les hérissons sont principalement nocturnes, se nourrissant principalement de coléoptères et de vers de terre. La durée de gestation d'Erinaceus concolor en captivité est de 35 à 36 jours et les portées étaient de 3 à 7 petits. L'espèce a une espérance de vie entre 2 et 3 ans.

## Le hérisson oriental et l'homme

### Informations sur l'évolution
Erinaceus concolor est répandu et commun dans au moins certaines parties de son aire de répartition. Aucune menace n'est connue pour affecter sérieusement l'espèce à l'heure actuelle. Évalué comme Préoccupation mineure.

### Population
Très peu d'information sur la population sont disponibles. Il est largement répandu en Turquie et considéré commun en Jordanie.

### Menaces
Il n'y a pas de menaces sérieuses pour cette espèce à l'heure actuelle.

### Mesures de conservation
Il n'y a aucune information sur les mesures de conservation en place pour cette espèce.